# Казарменная народная полиция
Казарменная народная полиция (КНП, нем. Kasernierte Volkspolizei) была предтечей Национальной Народной армии ГДР. Она возникла 1 июля 1952 г., изначально как части (полки) главного управления боевой подготовки в МВД ГДР в виде нескольких дивизий сухопутных войск. Главный штаб изначально находился в Берлин-Адлерсхофе (Рудовер-Шоссе), а с июня 1954 г. в Штраусберге. Военная форма КНП напоминала форму советской армии, цвет униформы был сначала синий, а потом хаки. 
В качестве ответной меры на основание бундесвера в ФРГ личный состав КНП — около 100 000 человек — перешёл в новообразованную Национальную Народную армию ГДР.

## История

### Образование
В октябре 1948 года были по приказу Советской военной администрации (SMAD) было создано 40 постоянных («казарменных») подразделений Народной полиции по 250 человек. Они были подчинены «Департаменту пограничной полиции и боевых соединений» (Hauptabteilung Grenzpolizei und Bereitschaften) в составе «Немецкого управления внутренних дел» (DVdI). В июле 1949 года из состава Департамента была выделена пограничная полиция, а департамент был переименован в «Учебное управление» (Verwaltung für Schulung) (руководитель — Генеральный инспектор Вильгельм Цайссер). С момента основания ГДР 7 октября 1949 года DVdI было преобразовано в МВД ГДР. В апреле 1950 года Учебное управление было преобразовано в Главное управление боевой подготовки (Hauptverwaltung Ausbildung), которое возглавил Генеральный инспектор Хайнц Гофман.
После того, как в апреле 1952 года советские власти рекомендовали создать регулярную армию, 1 июля 1952 года по приказу министра внутренних дел, Вилли Штофа, подразделения HVA были преобразованы в Казарменную народную полицию.

### Роль во время восстания 1953 года
С конца 1952 года политика руководства ГДР с односторонним уклоном на оборонную и тяжелую промышленность привела к кризису снабжения населения. Это привело к восстанию 17 июня 1953 года, когда около полутора миллионов человек приняло участие в демонстрациях или забастовках. Подавление восстания взяли на себя главным образом части группы Советских войск в Германии. Руководил операцией по подавлению штаб советских войск в ГДР. В первый день восстания КНП насчитывала всего лишь 8200 бойцов, которым, в отличие от советских военных, не разрешалось применять огнестрельное оружие. Но уже на следующий день руководство КНП, по согласованию с советской администрацией, раздало подразделениям оружие с правом применения его против бастующих. При подавлении демонстраций в Лейпциге, Дрездене и Ростоке были раненые в результате использования огнестрельного оружия частями КНП. В Галле служащие КНП застрелили участницу демонстрации. К 23 июня КНП (как носившие форму, так и в штатском) задержало 2329 участников восстания. Опасения руководства ГДР, что применение частей КНП против населения столкнётся с проблемами логистики, а также приведёт к падению его популярности, не оправдались, однако после подавления восстания пришлось серьёзно заняться вопросами оснащения и организации частей КНП.

### Преобразование в ННА ГДР
18 января 1956 года Народная палата после консультаций руководства СЕПГ с ЦК КПСС приняла закон «О создании Национальной Народной армии и Министерства Национальной обороны». По случаю принятия закона будущий министр обороны Вилли Штоф выступил с речью в связи с предстоящим введением воинской повинности. Штаб КНП в Штраусберге был преобразован в Министерство Национальной обороны ГДР (MfNV).  
Создание ННА сопровождалось пропагандистской кампанией, организованной со стороны СЕПГ. Предприятия и партийные органы принимали резолюции в поддержку образования ННА; в адрес руководства ГДР направлялись телеграммы «лояльных граждан» с просьбами создать армию в ответ на перевооружение Западной Германии. Внутренние документы СЕПГ, однако, констатировали отрицательное отношение к перевооружению ГДР среди интеллигенции, молодежи и в церковных кругах, в основном в связи с опасениями снижения уровня жизни и введения воинской повинности. Периодически распространялись анонимные листовки с протестами.
1 марта 1956 года мероприятия были в значительной степени завершены, и официально начали свою работу Минобороны ГДР и управления военных округов. По решению Президиума Совета министров ГДР этот день в дальнейшем отмечался как «День Национальной Народной армии».
После преобразования последней части КНП в часть ННА ГДР 31 декабря 1956 года КНП была официально расформирована.

## Руководство
- Глава КВИ: Хайнц Гофман (1952—1955), Вилли Штоф (1955—1956)
- 1-й заместитель: Генрих Долльветцель (1955—1956)
- Начальник штаба: Бернхард Бехлер (1952—1952), Винценц Мюллер (1952—1956)
- Политическое управление: Рудольф Дёллинг (1952—1955), Фридрих Дикель (1955—1956)
- Образование: Фриц Йоне (1953—1954), Генрих Долльветцель (1954—1955), Гельмут Боруфка (1955—1956)
- Вспомогательные службы: Генрих Хайч (1952—1953), Вальтер Алленштайн (1953—1956)
- Строительство и размещение: Вильгельм Майер (1953—1955), Рудольф Менцель (1955—1956)
- Кадры: Фриц Кён (1952—1952), Эвальд Муншке (1952—1956)
- Офицерская школа КНМ: Вальтер Фрайтаг (1952—1953), Вильгельм Адам (1953—1956)
- Командование частей (Bereitschaften)

## Структура
- Берейтшафт Эрфурта (Bereitschaft Erfurt)
- Берейтшафт Галле (Bereitschaft Halle)
- Берейтшафт Пренцлау (Bereitschaft Prenzlau)
- Берейтшафт Шверин (Bereitschaft Schwerin)
- Берейтшафт Потсдам (Bereitschaft Potsdam)
- Берейтшафт Дрезден (Bereitschaft Dresden)
- Берейтшафт Эггезин (Bereitschaft Eggesin)

## Фонд документов
Документы КНМ (87 томов) в настоящее время находятся в Федеральном военном архиве во Фрайбурге-в-Брайсгау.